# Clarisses Coletines
Les Clarisses Coletines (en llatí Ordo Sanctae Clarae reformationis ab Coleta), clarisses pobres o clarisses descalces són les monges de l'Orde de Santa Clara que segueixen la reforma de Santa Coleta de Corbie (1381-1447), que va voler, a l'inici del segle xv, tornar l'orde al rigor i l'austeritat del seu començament. Les clarisses coletines posposen a llurs noms les sigles O.S.C. Col.

## Història

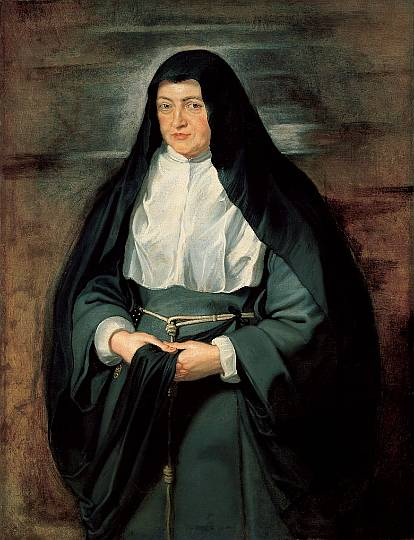
Isabel Clara Eugenia d'Àustria com a monja de les Descalzas Reales; pintura de Rubens, s. XVII, on es pot veure l'hàbit de l'orde (Norton Simon Museum)

El clima de decadència moral que acompanya el període del papat d'Avinyó (1309-1376) i el cisma d'Occident (1378-1417) va afectar molts ordes religiosos, ja que s'hi generalitzà el relaxament de la disciplina i l'allunyament de l'ideal monàstic. A l'orde de les clarisses el respecte a l'austeritat de la regla primitiva de Santa Clara, de 1253, va quedar abandonat.
Colette Boilet, clarissa urbanista, va voler acabar amb la situació i retornar al primitiu esperit de l'orde. En 1406, aconsellada pel franciscà Enric de Baume, anà a Niça i obtingué de l'antipapa Benet XIII l'autorització per a reformar els monestirs de l'orde i fundar-ne de nous.
Va fracassar, però, en la seva primera temptativa de reformar el monestir de Baume-les-Messieurs, i va decidir de fundar, el 1410 un nou monestir a Besançon: hi van seguir les fundacions d'Auxonne (1410), Poligny, Gant (1412), Heidelberg (1444), Amiens… Cap al final de la seva vida (1447) hi havia disset monestirs reformats.
Benet XIII la nomenà abadessa general dels convents: a la regla de santa Clara de 1253, Coleta afegí unes noves constitucions que van ser aprovadades en 1434 pel ministre general dels Frares Menors i el 1458 per Pius II.

## Activitats i abast
Les coletines són un orde de rigorosa vida de clausura, dedicades a la pregària i la vida contemplativa.
Al final de 2005 hi havia 668 monges coletines en 57 cases de l'orde.